# Cherry Willingham
Cherry Willingham is een civil parish in het bestuurlijke gebied West Lindsey, in het Engelse graafschap Lincolnshire met 3506 inwoners.